# Норботен (лен)
Норботен (на шведски: Norrbottens län) е лен в най-северната част на Швеция. Включва две провинции - Шведска Лапландия и Норботен. Граничи с лен Вестерботен на юг и с Ботническия залив на изток, както и с фюлке Тромс в Норвегия и Финландска Лапландия.

## Географска характеристика
Лен Норботен се намира в най-северната част на Швеция и площта му се равнява на почти 1/4 от общата площ на страната. Въпреки суровия климат през лятото се отглеждат някои по-издръжливи зърнени култури. Някои от по-големите реки са Люлеелвен, Торнеелвен и Питеелвен. В Норботен се намира и връх Кебнекайсе, най-високият в Швеция.

### Градове
В скоби е отбелязана годината, в които е придобит статут на град:
- Люлео (1621)
- Питео (1621) – първа столица на лена
- Хапаранда (1821)
- Буден (1919)
- Кируна (1948)

### Общини в лен Норботен
В рамките на административното си устройсто, лен Норботен се разеделя на 14 общини със съответно население към 31 декември 2013 :
| Арвидсяур Арйеплог Буден Елвсбюн Йеливаре Йоверкаликс Йоверторнео Йокмок Каликс Кируна Люлео Паяла Питео Хапаранда Карта на лен Норботен с означение на съответните общини | - Арвидсяур (Arvidsjaur) с население 6471 души; - Арйеплог (Arjeplog) с население 2980 души; - Буден (Boden) с население 27 838 души; - Елвсбюн (Älvsbyn) с население 8168 души; - Йеливаре (Gällivare) с население 18 339 души; - Йоверкаликс (Överkalix) с население 3436 души; - Йоверторнео (Övertorneå) с население 4709 души; - Йокмок (Jokkmokk) с население 5066 души; - Каликс (Kalix) с население 16 387 души; - Кируна (Kiruna) с население 23 196 души; - Люлео (Luleå) с население 75 383 души; - Паяла (Pajala) с население 6299 души; - Питео (Piteå) с население 41 278 души; - Хапаранда (Haparanda) с население 9886 души; |

## Население
Населението на Норботен наброява около 260 000 души, доста повече от средното за останалите ленове. Заради голямата му територия обаче гъстотата на населението е едва 2,6 души/км². Освен това прирастът в някои общини е отрицателен.

## История
През Средновековието Норботен е бил на практика ничия земя, населена с различни финландски племена, изповядващи езическа религия. Жителите на района са покръстени с големи трудности от шведските крале, дори до днес има много хора, изповядващи собствени религии. Обособен е като лен през 1810 година, след края на Финландската война, която Швеция губи.